# Garveia arborea
Garveia arborea är en nässeldjursart som först beskrevs av Browne 1907.  Garveia arborea ingår i släktet Garveia och familjen Bougainvilliidae. Inga underarter finns listade i Catalogue of Life.